# Niponaster
Niponaster is een geslacht van uitgestorven zee-egels uit de familie Toxasteridae.

## Soorten
- Niponaster hokkaidensis (Lambert, 1924) † Boven-Krijt, Japan.
- Niponaster nakaminatoensis Saito, 1959 † Boven-Krijt, Japan.
- Niponaster hourcqui Lambert, 1933 † Maastrichtien, Madagaskar.